# Larry Pine
Larry Pine (Tucson, 3 maart 1945) is een Amerikaans acteur. 
Pine speelt regelmatig rollen in de films van regisseur Wes Anderson.

## Biografie
Pine begon met acteren in off-Broadway theaters, hij maakte in 1968 zijn debuut op Broadway met het toneelstuk Cyrano de Bergerac. Hierna heeft hij nog meerdere rollen gespeeld op Broadway en off-Broadway.
Pine begon in 1978 met acteren voor televisie in de film Hullabaloo Over Georgie and Bonnie's Pictures. Hierna heeft hij nog meer dan 100 rollen gespeeld in films en televisieseries zoals As the World Turns (1986), One Life to Live (1988-1992), The Ice Storm (1997), Celebrity (1998), All My Children (1997-1999), Oz (1999-2003), Empire Falls (2005), House of Cards (2013-2017) en Succession (2018-2023).
Pine is getrouwd.

## Filmografie

### Films
Selectie:
- 2021: The French Dispatch - als Hoofdmagistraat
- 2018: Beirut - als Frank Whalen
- 2014: The Grand Budapest Hotel - als Mr. Mosher
- 2013: A Master Builder - als Dr. Herdal
- 2012: Moonrise Kingdom - als Mr. Billingsley
- 2012: Arbitrage - als Jeffrey Greenberg
- 2006: Outsourced – als Bob
- 2004: The Clearing – als Tom Finch
- 2002: Maid in Manhattan – als mr. Lefferts
- 2001: The Shipping News – als Bayonet Melville
- 2001: The Royal Tenenbaums – als Peter Bradley
- 2000: Small Time Crooks – als Charles Mitchell
- 1998: Celebrity – als Philip Datloff
- 1997: The Ice Storm - als Dave Gorman
- 1995: Dead Man Walking – als Guy Gilardi
- 1994: Vanya on 42nd Street - als Dr. Astrov
- 1982: Alone in the Dark – als dr. Harry Merton
- 1978: Hullabaloo Over Georgie and Bonnie's Pictures – als Clark Haven

### Televisieseries
Uitgezonderd eenmalige gastrollen.
- 2024 Manhunt - als William Henry Seward - 3 afl.
- 2018 - 2023 Succession - als Sandy Furness - 11 afl.
- 2017 - 2018 Gotham - als burgemeester Burke - 3 afl.
- 2013 - 2017 House of Cards - als Bob Birch - 23 afl.
- 2013 Hostages - als Burton Delaney - 9 afl.
- 2011 - 2012 Homeland - als Richard Halsted - 2 afl.
- 2011 The Trivial Pursuits of Artur Banks – als verteller - ? afl.
- 2005: Empire Falls – als Otto Mayer / verteller
- 2004 – 2005 Gilmore Girls – als Simon McLane – 2 afl.
- 1999 – 2003 Oz – als Arnie Zelman – 8 afl.
- 2000 The Guiding Light – als Woody Mitchell - ? afl.
- 1997 – 1999 All My Children – als Barry Shire / Max Jeffries – 6 afl.
- 1997 Prince Street – als ?? – 2 afl.
- 1989 The Justice Game – als Wendell Fergusson - ? afl.
- 1988 – 1992 One Life to Live – als Roger Gordon - ? afl.
- 1986 As the World Turns – als Tad Channing – 5 afl.

## Theaterwerk opBroadway
- 2014 Casa Valentina - als de rechter / Amy
- 2009 The Royal Family – als Gilbert Marshall
- 1996 Bus Stop – als Virgil Blessing
- 1993 – 1994 Angels in America: Millennium Approaches – als Roy Cohn
- 1985 Joe Egg – als Bri / Freddie
- 1984 End of the World – als Paul Cowan / Merv Rosenblatt / generaal Wilmer / Stanley Berent
- 1983 Private Lives – als Victor Prynne
- 1968 Cyrano de Bergerac – als Fop

- Bibsys: 1523345893454
- Biblioteca Nacional de España: XX4850109
- Bibliothèque nationale de France: cb178527437 (data)
- Gemeinsame Normdatei: 1058611127
- International Standard Name Identifier: 0000 0000 7208 6158
- Library of Congress Control Number: n90717028
- Nationale Bibliotheek van Israël: 987007316915305171
- Système universitaire de documentation: 262497093
- Virtual International Authority File: 100946170
- WorldCat: E39PBJmXPgry7K699tbW9FGfv3